# Frank Petrozza
Frank Petrozza (* 30. November 1970 in Toronto, Ontario) ist ein ehemaliger deutsch-kanadischer Eishockeyspieler und derzeitiger -trainer.

## Karriere

### Als Spieler
Frank Petrozza begann seine Eishockeyzeit in Europa in der italienischen Serie A beim HC Pustertal, ehe er 1994 zu den Stuttgart Wizards wechselte.
Seitdem spielte er in Deutschland. Insgesamt fünf Jahre verbrachte er beim EV Duisburg, für den er unter anderem in der 1. Liga Nord aktiv war. Weitere Stationen in seiner Karriere waren der Deggendorfer EC, die Limburger EG, die Harzer Wölfe Braunlage, der ERC Selb, die Kemptener Eisbären, der Herner EV sowie die Heilbronner Falken. Für die Falken spielte er von 2006 bis 2009 und stieg mit ihnen 2007 in die 2. Bundesliga auf. Zur Saison 2009/10 wechselte er zu den Moskitos Essen in die Regionalliga. Dort wurde er in der Aufstiegs-Saison 2009/10 Torschützenkönig und zum besten Mittelstürmer der Regionalliga West gewählt. Nach der Insolvenz der Moskitos im Sommer 2011, unterschrieb er einen Vertrag beim Oberligisten EHC Dortmund, mit der er die Oberligameisterschaft West errang und bis ins Halbfinale der Aufstiegsrunde zur 2. Bundesliga vordrang.

### Als Trainer
Zur Saison 2012/13 kehrte Petrozza erneut zum Herner EV zurück, wo er sowohl als Spieler wie auch als Sportlicher Leiter tätig war. Mit dem HEV wurde er in dieser Saison Regionalliga-Meister und schaffte den Aufstieg in die Oberliga West. Nach der Saison hörte er als Spieler auf und war bis Oktober 2014 Co-Trainer, war seitdem Cheftrainer des Herner EV und wurde in der Saison 2014/15 als Trainer des Jahres in der Oberliga West ausgezeichnet. Von Dezember 2017 bis zum 7. Februar 2018 war Petrozza Cheftrainer bei den Duisburger Füchsen. In der Saison 2019/20 trainierte Petrozza die EG Diez-Limburg in der Eishockey-Regionalliga West. Seit 2020 ist der Teamchef und sportlicher Leiter beim ESC Wohnbau Moskitos Essen.

## Karrierestatistik
(Legende zur Spielerstatistik: Sp oder GP = absolvierte Spiele; T oder G = erzielte Tore; V oder A = erzielte Assists; Pkt oder Pts = erzielte Scorerpunkte; SM oder PIM = erhaltene Strafminuten; +/− = Plus/Minus-Bilanz; PP = erzielte Überzahltore; SH = erzielte Unterzahltore; GW = erzielte Siegtore; 1 Play-downs/Relegation; Kursiv: Statistik nicht vollständig)

1 inklusive Vorgängerligen „1. Liga“ (1994–1998) und „Bundesliga“ (1998–1999)

2 inklusive Vorgängerliga „2. Liga“ (1994–1999)